# Tryphon nigripes
Tryphon nigripes là một loài tò vò trong họ Ichneumonidae.